# سی‌اف‌ئی
سی‌اف‌ئی (انگلیسی: Federal Electricity Commission) شرکت دولتی برق مکزیکی است، که در سال ۱۹۳۷ تأسیس شد.